# Природоохоронні території Таджикистану
Природоохоронні території Таджикистану (Особливо охоронювані природні території) — ділянки землі, води і повітряний простір над ними, де розташовуються природні комплекси і об'єкти, що мають особливе природоохоронне, наукове, культурне, естетичне, рекреаційне та оздоровче значення, вилучені у встановленому законодавством Республіки Таджикистан порядку з господарського використання повністю або частково, для яких встановлено режим особливої охорони.

## Категорії особливо охоронюваних природних територій
- державні природні заповідники;
- державні природні парки;
- природні заказники;
- державні зоологічні парки;
- державні пам'ятки природи;
- еколого-етнографічні зони;
- дендрологічні парки та ботанічні сади;
- природні курортні, лікувально-оздоровчі та рекреаційні зони.

## Загальна характеритсика
Особливо охоронювані природні території Таджикистану займають площу 3 млн 105 тис. 287 га (2013 р.), що становить 21,75 % загальної площі країни. У Таджицькій РСР площа цих територій становила 486 тис. 808 га (1990 р.).
Звід відомостей про правовий статус, географічне положення, кількісні та якісні характеристики екологічної, економічної, наукової, освітньої та іншої цінності охоронюваних природних територій і їхніх природокористувачів зберігається в Державному кадастрі особливо охоронюваних природних територій.
Система особливо охоронюваних природних територій Республіки Таджикистан включає 4 державні природні заповідники (загальна площа — 173 тис. га), 13 державних заказників (загальна площа — 313 тис. га) і 3 природні парки (загальна площа — понад 2 млн 600 тис. га), включаючи Таджицький національний парк, який є об'єктом Світової спадщини ЮНЕСКО в Таджикистані. Найстарішим заповідником Таджикистану є «Тигрова балка» (заснований у 1938 році).
Особливо охоронювані природні території можуть бути як загальнодержавного, так і регіонального значення; в залежності від цього вони можуть засновуватися органами влади і управління відповідного рівня.
Заповідники і національні парки існують у формі юридичних осіб, які здійснюють управління та охорону на своїх територіях. При цьому заповідник повинен бути землевласником всієї своєї території, а національний парк — більшої її частини. Землі під заказниками і унікальними природними об'єктами у землекористувачів не відчужуються, причому на землекористувачів покладаються обов'язки, пов'язані з охороною цих територій.
Заповідники та заказники перебувають під управлінням лісогосподарського виробничого об'єднання Республіки Таджикистан, національні парки управляються Міністерством охорони природи Республіки Таджикистан.
Природоохоронні території фінансуються з держбюджету, охорона заповідників і національних парків покладено на службу охорони, що складається з єгерів.
Особливо охоронювані природні території Таджикистану беруть участь в «Марші парків», проводять окремі заходи в рамках «Дня боротьби з опустелюванням», «Міжнародного дня навколишнього середовища», «Дня Землі».

## Національні і природні парки Таджикистану
- Таджицький національний парк
- Історико-природний парк Ширкент
- Сарі-Хосорський природний парк

## Заповідники Таджикистану
- Тигрова балка
- Раміт
- Дашті Джум
- Зоркуль

## Природні заказники
Природні заказники можуть бути державними і приватними. Державні природні заказники можуть бути республіканського і місцевого значення. Приватні природні заказники мають тільки місцеве значення.
За своїм призначенням державні природні заказники поділяються на такі види:
- ландшафтні (комплексні) — для збереження і відновлення цінних природних ландшафтів і комплексів;
- біологічні (ботанічні, зоологічні) — для збереження і відновлення цінних, рідкісних і тих, що перебувають під загрозою зникнення видів рослин і тварин;
- палеонтологічні — для збереження окремих копалин біологічних видів і їх комплексів;
- гідрологічні (болотні, озерні, річкові) — для збереження цінних водних об'єктів та їх акваторій;
- геологічні та мінералогічні — для збереження рідкісних геологічних і мінералогічних утворень.

## Основні проблеми системи особливо охоронюваних природних територій
Під час громадянської війни 1992—1993 рр. природоохоронні закони в країні практично не діяли, а самі особливо охоронювані природні території майже не охоронялися. Так, наприклад, на території заповідника «Тигрова балка» зібралося кілька десятків тисяч жителів, які забезпечували своє повсякденне існування за рахунок природи та інфраструктури цього об'єкту: грабували будинки і кордони, рубали дерева, полювали на звірів. У 1997—1998 рр. прикордонники обладнали тут кілька постів. На території заповідника були проведені військові навчання, що призвели до вирубки понад 2000 дерев, виникнення кількох пожеж і ряду інших негативних подій. Територія заповідника «Раміт» була місцем дислокації одного з незаконних збройних формувань.
Через відсутність фінансування завмерла науково-дослідницька діяльність. Через глибоку енергетичну кризу широкого поширення набули незаконні порубки на заповідних землях. Загальна політична нестабільність в країні призвела до того, що в порівнянні з іншими країнами СНД Таджикистан на природоохоронні цілі отримував значно меншу допомогу по міжнародних каналах.

## Законодавство Республіки Таджикистан про особливо охоронювані природні території

### Кодекси
- Лісовий кодекс (1993)
- Водний кодекс (1993)
- Земельний кодекс (1996)

### Закони
- Про особливо охоронювані природні території (2011)
- Про земельну реформу (1992)
- Про охорону і використання тваринного світу (1994)
- Про надра (1994)
- Про дехканське (фермерське) господарство (1992)
- Про охорону атмосферного повітря (1996)
- Про полювання, про мисливське господарство Республіки Таджикистан (1997)
- Про екологічну експертизу (2003)